# فريدي بارنز
فريدي بارنز (بالإنجليزية: Freddie Barnes)‏ هو لاعب كرة قدم أمريكية ولاعب كرة القدم الكندية أمريكي، ولد في 6 ديسمبر 1986 في شيكاغو في الولايات المتحدة.